# Papa Pascoal II
Pascoal II (em latim: Paschalis II), nascido Rainerio Raineri di Bleda; (Santa Sofia, c. 1055 — Roma, 21 de janeiro de 1118) foi um monge camaldulense, tendo sido o 160.º Papa da Igreja Católica de 13 de agosto de 1099 até a data de sua morte. 
O filho do imperador Henrique IV destituiu seu pai e tornou-se o imperador Henrique V. A disputa sobre qual dos dois poderes prevalecia sobre o outro continuou entre o imperador e o papa.
Pascoal II instituiu várias ordens de cavaleiros: os templários, os teutônicos e os cavaleiros de São João.